# Circondario di Kolokani
Il circondario di Kolokani è un circondario del Mali facente parte della regione di Koulikoro. Il capoluogo è Kolokani.

## Geografia antropica

### Suddivisioni amministrative
Il circondario di Kolokani è suddiviso in 10 comuni:
- Didiéni
- Guihoyo
- Kolokani
- Massantola
- Nonkon
- Nossombougou
- Ouolodo
- Sagabala
- Sébékoro I
- Tioribougou